# ویزن‌اشتایگ
شهر ویزن‌اشتایگ (به آلمانی: Wiesensteig) در ایالت بادن-وورتمبرگ در کشور آلمان واقع شده‌است.